# 温肃州
温肃州，又作温府州。唐朝羁縻州，贞观年间置，治所在大石城（今新疆维吾尔自治区乌什县）。辖境相当今新疆维吾尔自治区托什罕河中游地区。贞元年间废。 